# João Batista de Rossi
João Batista de Rossi (em italiano:  Giovanni Battista de Rossi; 1698–1764) é um santo católico.

## Vida e obras
João Batista nasceu na cidade de Voltaggio, na província de Alessandria, Piemonte, na época parte do Ducado de Saboia. Foi uma das quatro crianças de Carlo de Rossi e Francesca Anfosi, relativamente pobres, mas muito piedosos. Por sugestão de um tio, Lorenzo de Rossi, um cônego, viajou para Roma para estudar no Collegium Romano, dos jesuítas, e na faculdade dominicana de São Tomé, a futura Pontifícia Universidade de São Tomás de Aquino (Angelicum).
Seu desejo de tornar-se padre era muito intenso, mas foi atrapalhado por alguns episódios de epilepsia, um dos fatores que geralmente serviam para excluir candidatos à ordem. Seja como for, João Batista conseguiu uma dispensa e, em 8 de março de 1821, foi ordem sacerdote. Trabalhou incessantemente em Roma em prol das mulheres desabrigadas, prisioneiros e trabalhadores, tornando-se rapidamente um confessor popular. São João Batista era conhecido como um segundo São Filipe Néri.
Por causa de seu desejo de ajudar os necessitados e aflitos, São João acabou sucumbindo a algumas doenças e faleceu em 23 de maio de 1764. Seus restos mortais foram enterrados no altar-mor da igreja Santissima Trinità dei Pellegrini, em Roma, sua base de operações.

## Beatificação e canonização
São João Batista de Rossi foi beatificado pelo papa Pio IX em 13 de maio de 1860. O processo havia começado noventa anos antes, mas foi retardado pela Revolução Francesa, as Guerras Napoleônicas e as Revoluções de 1848. Ele foi canonizado depois em 8 de dezembro de 1881 pelo papa Leão XIII.

## Legado
A igreja de San Giovanni Battista de Rossi foi dedicada a ele em Roma em 1940, embora a construção tenha sido atrasada pela Segunda Guerra Mundial. O edifício foi finalmente consagrado em 22 de maio de 1965, com a transalação de suas relíquias no dia seguinte, sua festa litúrgica, vindas de Santissima Trinità dei Pellegrini.